# Wigger (rivière)
Pour les articles homonymes, voir Wigger.
La Wigger est une rivière coulant en Suisse, dans le bassin versant du Rhin.

## Généralités
Orientée dans la direction sud-nord, cette rivière est un affluent important de l'Aar qui parcourt les cantons de Lucerne et d'Argovie. La principale ville se trouvant sur son parcours est Zofingue.

## Parcours
Elle est appelée Enziwigger dans ses premiers kilomètres lorsqu'elle descend le long de la face nord du Napf, non loin de la frontière entre les cantons de Berne et de Lucerne. Elle dévale alors une pente raide jusqu'à Hergiswil bei Willisau, où la vallée devient plus large et largement plus plate.
En amont de cette ville, elle s'unit avec la Buchwigger et prend son nom de Wigger en s'écoulant dans la vallée du Wiggertal. Au nord de Dagmersellen, la Wigger est largement canalisée et passe en partie en parallèle à l'autoroute A2 avant de traverser la frontière du canton d'Argovie entre Reiden et Brittnau. Finalement, entre Rothrist et Aarburg, elle se jette dans l'Aar à une altitude de 395 mètres.

### Sources
- (de) Cet article est partiellement ou en totalité issu de l’article de Wikipédia en allemand intitulé « Wigger (Fluss) » (voir la liste des auteurs).